# Setulipes
Setulipes Antonín (szczetkostopek) – rodzaj grzybów z rodziny Omphalotaceae. W 10 edycji Dictionary of the Fungi jest to synonim rodzaju Gymnopus.

## Systematyka i nazewnictwo
Pozycja w klasyfikacji według Index Fungorum: Omphalotaceae, Agaricales, Agaricomycetidae, Agaricomycetes, Agaricomycotina, Basidiomycota, Fungi.
Polską nazwę nadał Władysław Wojewoda w 2003 r. W polskim piśmiennictwie mykologicznym należące do tego rodzaju gatunki opisywane były także jako bedłka lub twardzioszek. Obecnie jednak nie występuje w Polsce żaden przedstawiciel tego rodzaju, gdyż dawniej zaliczany do niego szczetkostopek szpilkowy w 2014 r. przeniesiony został do rodzaju Gymnopus i obecnie ma nazwę łysostopek szpilkowy (Gymnopus androsaceus).

## Gatunki
- Setulipes afibulatus Antonín 2003
- Setulipes brevistipitatus Antonín 2003
- Setulipes congolensis (Beeli) Antonín 2004
- Setulipes curvistipitatus Antonín 2003
- Setulipes funaliformis Antonín & Buyck 2007
- Setulipes hakgalensis (Petch) Antonín 2003
- Setulipes kisangensis (Singer) Antonín 2003
- Setulipes mauritiensis Antonín & Hauskn. 2007
- Setulipes moreaui Antonín & Buyck 2007
- Setulipes rhizomorphicola Antonín 2003

Nazwy naukowe na podstawie Index Fungorum.